# Partido Bragado
Bragado ist ein Partido im Norden der Provinz Buenos Aires in Argentinien. Laut einer Schätzung von 2019 hat der Partido 42.103 Einwohner auf 2.230 km². Der Verwaltungssitz ist die Stadt Bragado.

## Orte
Baradero ist in 10 Ortschaften und Städte, sogenannte Localidades, unterteilt.
- Bragado
- O’Brien
- Mechita
- Comodoro Py
- Warnes
- Irala
- Olascoaga
- Máximo Fernández
- La Limpia
- Asamblea